# Krstilnik Reinera Huya
Krstilnik v cerkvi sv. Jerneja v  Liègu v Belgiji je romanski medeninast ali bronast krstilnik, ki je bil narejen med letoma 1107 in 1118. Krstilnik je glavna mojstrovina mozanske umetnosti, ki je izjemna za klasiko tega sloga, katerega izvor je bil predmet veliko razprav med umetnostnimi zgodovinarji. Dolina reke Meuse v sodobni Belgiji in Franciji, približno povezana s škofijo Liège, je bila vodilno središče romanske kovinarske obrti 12. stoletja, ki je bila še vedno najbolj prestižni medij v umetnosti.

## Zgodovina
Lièški krstilnik je bil naročen po letu 1107 in dokončan do 1118 za cerkev Notre-Dame-aux-Fonts, ki se je dotikala stare stolnice v Liègu in delovala kot krstilnica za mesto.  Ti datumi temeljijo na obdobju dela župnika Hellina, za katerega je znano, da ga je naročil, kot piše v njegovem nekrologu v sodobnem Chronicon Rythmicum Leodiense, čeprav brez omembe umetnika.  Stolnica in cerkev sta bili uničeni med francosko revolucijo, krstilnik pa je bil skrit na varno, preden so ga preselili na sedanjo lokacijo leta 1804. Lièška kronika opisuje pokrov s figuro štirih evangelistov in prerokov, verjetno tudi v kovine, ki je bil izgubljen med revolucijo, skupaj z dvema podpornima voloma.  Sedanji kamnit podstavek in postavitev je v 20. stoletju zamenjala trden okrogli kamen, zgrajen leta 1804. Krstilnik se še danes uporablja za krste.
Renier de Huy[edit]
Krstilnik je bil tradicionalno pripisan Renierju de Huyju, kovinarju in kiparju iz 12. stoletja, vendar je bil ta in celo mozanski izvirnik krstilnika podvržen različnim teorijam. Nič ni znano o Rainerjevem življenju, razen o tem, da je bil omenjen v dokumentu iz leta 1125 kot zlatar, vendar ga v 14. stoletju omenjajo kot umetnika krstilnika. Morda je umrl okoli 1150.  Druga enako skrivnostna figura v mozanski kovinski umetnosti iz naslednje generacije, Godefroid de Huy ali de Claire, je prav tako prišel iz majhnega, vendar uspešnega mesta Huy na Meuse.
Edino drugo delo, za katerega se na splošno strinjalo, da je isti mojster kot krstilnika, je majhno bronasto razpelo (muzej Schnütgen, Köln), drugo v Bruslju pa ima veliko podobnosti.  Kadilnico v podobnem slogu pripisujejo Renierju ali mnogim sledilcem.

## Slog in izvor
Figure na krstilniku so v zelo visokem reliefu in imajo izjemen klasicističen slog, tolikšen, da je bilo predlagano, da je bil dejansko izdelan v Konstantinoplu ali Grka v Rimu okoli leta 1000. Druge razlage ga pripisujejo klasicizmu, da bi zatrli bizantinski vpliv , čeprav poudarjata Honor in Fleming, »V telesnih razmerjih, pozah, gestah in oblačilih spominjajo na klasične modele, ki presegajo bizantinsko, karolinško ali celo zgodnje krščansko umetnost«. Predlagata, da bi umetnik iz Konstantinopla lahko videl starodavne grške skulpture, ko je bil na prvem križarskem pohodu.  Drugi pisci pojasnjujejo slog kot da izhaja iz starejših mozanskih in karolinških običajev, z bizantinskim vplivom in z gotskim oblikovanjem figur. Idealizirane figure so oblikovane v zaobljenih oblikah; prisotne so številne gole figure, ena pa je vidna od zadaj v tričetrt pogledu, prefinjena klasična poza.
Umetnostno-zgodovinski argument o izvoru krstilnika je bil živahen in včasih težak in v zadnjih desetletjih večinoma poteka v francoskem jeziku. V podporo teoriji o bizantinskem poreklu je analiza svinca leta 1993, ki je pokazala, da je prišel iz rudnikov v Španiji ali na Sardiniji, medtem ko so drugi mozanski obrtniki uporabljali lokalno pridobljene kovine.  Pierre Colman in njegova žena Berthe Lhoist-Colman sta razvila "rimsko" teorijo, po kateri je sveti rimski cesar Oton III. naročil krstilnik pri grških obrtnikih v Rimu okoli 1000, kot darilo za baziliko sv. Janeza v Lateranu.  Desetletja kasneje ga je Henrik IV. ali Henrik V. odpeljal v Meuse . Vendar večina umetnostnih zgodovinarjev še vedno sprejema tradicionalno dodelitev mozanskemu slogu in povezuje slog z drugimi prej omenjenimi deli.

## Opis
Umivalnik ima na vrhu premer 91 cm, nekoliko nagnjen proti dnu in je različno opisan kot medeninast ali bronast. Narejen je s postopkom izgubljenega voska in je iz enega kosa. Krstilnik je stal na dvanajst volih (dva zdaj manjkata), ki so stali na kamnitem podnožju, sklicevanje na »raztaljeno morje ... na dvanajst volov«, ki je bilo ulito v bron za Solomonov tempelj. Prikazanih pet prizorov z latinskimi napisi ("naslovi") na platišču nad in na slikovnem polju lahko beremo v kronološkem zaporedju :
- Janez Krstnik sprejema štiri figure, zadnji na desni v polnem bojni opremi; sledi figovec.
- Janez krsti dva novinca, z dvema naslednjima figurama na desni, ki verjetno predstavljata dva privrženca, ki ju je Janez prepričal, da sledita Jezusu (Janez 1: 35-37). Tako kot v zgodnji srednjeveški umetnosti, poskus, da se pokaže reka Jordan, ki se razteza v perspektivi, se dviga kot grič. Sledi palma.
- Jezusov krst, običajno predstavljena scena, spet z vodo, ki se nagne kot grič. Jezus je golobrad in mlad, kot je tudi značilno. Angel na desni od Jezusa ima roke zakrite s krpo, znak spoštovanja v vzhodni liturgiji, čeprav lahko tudi preprosto predstavlja tkanino, pripravljeno za Jezusa, da se posuši. Sledi oljka.
- Sveti Peter krsti centurija Kornelija, prvega nevernika, ki je bil krščen (Apostolska dela 10), s sponzorjem ali botrom. Božja roka od zgoraj navidezno kaže na odobritev dejanja.
- Sveti Janez Evangelist krsti "filozofa Kratona", tudi z botrom in roko. Sledi trta. Zgodba o Kratonu prihaja iz apokrifnih spisov, kot je opis Janezovega življenja v Pseudo-Abdiasu.

Razen zadnja dva so prizori ločeni z drevesi, ki so stilizirana na značilnem romanski način, vendar so listi drugačni. [30] Neprekinjena valovita zemeljska črta teče okoli umivalnika. Drugi napisi potekajo okoli zgornjega in spodnjega roba. [31] Medtem ko je Jezusov krst v srednjeveški umetnosti zelo običajen, so druge figure zelo redka tematika [32] in ta nenavadno razgiban in poučen program je nedvomno sestavljen s pomoči klerikov. Ne odraža bizantinske ikonografske navade; namesto tega se tesno ujema z zanimanjem za tipologijo in alegorijo, ki je izjemno vplivala na sodobnega, v Liègu rijenega, teologa Ruperta Deutza (čeprav je bil Rupert tudi poseben nasprotnik tedanjega škofa Otberta, ki se je postavil na cesarjevo stran v  investiturnem boju. [33] Glava Boga Očeta, ki se pojavlja na vrhu Jezusovega krsta (označena kot PATER), je zgodnji pojav Boga Očeta v zahodni umetnosti; Božja roka, bolj značilna za čas, se pojavlja v krstnih prizorih Kornelija in Kratona.
Krstilnik v mali vasici Furnaux (Mettet), ki je relativno daleč od Liègeja, a takrat v isti škofiji, ima isto teološko ozadje, ki povezuje teološko vizijo Ruperta de Deutza, v kateri sta tesno povezana stara zaveza in nova zaveza.